# レンチ (バンド)
WRENCH（レンチ）は、日本の4人組ロックバンド。

## メンバー
- 松田知大（ベース）

Condor Records (3rd Stone From The Sun)を運営。1998年～2003年ALL LIVING THINGS、2004年以降トランスバンドStrobo、2011年1月よりポストロックバンドte'でも活動。グラフィックデザイナーとしてはGradelic名義。自身が手掛けるブランド、DRONEを展開。
- MUROCHIN (室田政孝)（ドラムス）

ABNORMALSと並行して活動。
- SHIGE (和田成文)（ヴォーカル、シンセサイザー）

AYASHIGE名義でソロ活動。2005年にブライアン・バートンルイス、DJ TASAKAとユニットAGERO結成。
- 坂元東（ギター）

2005年、宮崎県出身アーティストによるMMTPに参加。
- MASATO（ドラムス）

2020年にサポートメンバーから正式加入

### 旧メンバー
- 名越藤丸 ( - 2003年10月)

再結成アナーキー（1996年 - 2001年）と並行して活動。活動休止後は関係メンバーによる各種ユニット（SDR、レジーナ、KASIN）で活動するほか、2005年にCAUCASUS結成。

## 来歴
1992年7月、前身となるバンド「FIGHT FOR YOUR RIGHT」を結成。1994年4月に現バンド名に改名、9月にはインディー・レーベルZK Recordsからファースト・ミニアルバム『WRENCH』を発表。ファースト・アルバム『Black Holiday』（1996年）からの限定盤シングル『空』には、ケン・イシイ、DJ Tsutchie（SHAKKAZOMBIE）によるリミックスが収録されている。メロコアをはじめとするラウド・ミュージック・ブームの初期にあたり、ハードコア、ミクスチャー・ロックとして売られたが、ピンク・フロイドやフランク・ザッパをカバーするなど1970年代のプログレッシブ・ロックやハードロックからの影響も色濃い。1998年には、Hi-STANDARDのラウド・ロック・イベントAir Jam98（東京・豊洲ベイサイドスクエア）にも出演した。
1999年、メジャー・レーベルVICTOR / HAPPY HOUSEと契約し、サード・アルバム『BLUE BLOOD BLUE』を発表。以降、ベスト盤を含めて8枚のアルバムをリリースした。ボーカルのSHIGEは、AYASHIGE名義でテクノ、トランス作品を発表し始めるが、このような四つ打ち的なビートはレンチの作品にも徐々に取り入れられていく。森脇美喜夫が「サイケ・ヘヴィ」（『Doll』169.p48）と評した24分のインストを含む『Clinic of Satanic』（2001年）を経て、『Overflow』（2003年）ではプログラミング音を本格的に導入したデジタル・ロックサウンドが試みられた。ハードコアとエレクトロ・ロック、ダンスミュージックの融合がバンドの方向性となるが、「クリック聞いてやるのはイヤ」（『Indies Issue』vol.7 p27）だったドラムの名越が脱退、元ココバットのMUROCHINの加入までバンドの存続が危ぶまれた。2007年以降は cutting edgeからアルバム『nitro』、2008年に浅野忠信、石野卓球、セイジ（ギターウルフ）、HIFANAらとのコラボレーションアルバム『drub』をリリースしている。
「現場（ライブ）主義」サウンドを標榜し、ライブ活動には初期から力を入れている。ZKレコード時代はNUKEY PIKESやカウパーズとのイベントのほか、UNSANEやRollins Bandといった来日バンドのオープニングにも出演した。メジャー契約以降では、アメリカのSXSW（2001年）のほか、Air Jam 2000、ライジング・サン・ロックフェスティバル（2002年）、サマーソニック（2002年）、フジ・ロック・フェスティバル（2003年前夜祭、2008年）といった大型ロックフェスやツアーだけでなく、渚音楽祭（2008年）などさまざまなレイブ企画にも参加している。ジャンルの垣根を越えた企画も多い。2012年、結成20周年の節目として、これまで長らく演奏される事のなかった90年代の楽曲のみで構成するライブ『WRENCH 90'S LIMITED SET』をKAIKOO POPWAVE FESTIVAL(2012年4月)と下北沢SHELTER(2012年5月)にて2本のみ開催した。

## ディスコグラフィー

### シングル
- 空（1996年ZK）限定盤シングル
- WRENCH & TODAY IS THE DAY 7インチ EP (1997年06月19日)
- DOUBLE-0-FREEDOM（2000年1月21日）
- SKY,LIQUID,MEN,（2000年5月24日）
- Arp3（2020年11月22日）
- Runaway（2021年8月24日）
- Breaking Man/MOONSHOT（2023年5月26日）12 インチレコード

### アルバム
- WRENCH（1994年）インディーズミニアルバム
- WRENCH 12インチ EP (1995年) "Let There Be More Light"(ピンク・フロイド)収録
- BLACK HOLIDAY（1996年ZK, 1998年9月23日再発）
- ヒポテーゼ…（1997年ZK, 1998年9月23日再発）ミニアルバム
- WRENCH & NUKEY PIKES split CD（1997年ZK, 1998年9月23日再発）スプリットアルバム
- WANDERING IN THE EMPTINESS（1997年11月21日）
- BLUE BLOOD BLUE（1999年5月21日）
- bliss（2000年6月21日）
- Shinjuku,LIQUID,MEN,（2000年12月16日）ライブミニアルバム
- Clinic of “SATANIC”（2001年8月1日）ミニアルバム
- CIRCULATION（2002年1月23日）
- OVERFLOW（2003年1月22日）
- WR990III（2004年9月22日）ベストアルバム
- TEMPLE OF ROCK（2004年11月10日）
- NITRO (2007年9月10日)
- drub (2008年7月9日)
- weak (2019年3月20日)
- OVERFLOW 特別版 (2019年7月24日)
- The Shape (2022年2月11日)

### DVD
- CLIPS 990001（2001年8月1日）
- NISTORY (2008年7月9日)

### ビデオ
- LIVE ON EARTH TOUR VIDEO (1998年6月24日)